# HDD Bled
HDD Bled je slovenski klub hokeja na ledu iz Bleda. Osnovan je 2008. i natjecao se kao razvojna ekipa u Slohokej Ligi.